# Hanns Eisler
Hanns Eisler (Lipsia, 6 luglio 1898 – Berlino Est, 6 settembre 1962) è stato un compositore austriaco.

## Biografia
Figlio del filosofo Rudolf, prese alcune lezioni alla Staatsgymnasium di Vienna, e fu allievo di Arnold Schönberg e Anton Webern, ma fu prevalentemente autodidatta di formazione.  Con la sua prima sonata per piano, composta nel 1922, vinse il prestigioso Vienna Art Award. Nel 1925 diventò professore del Conservatorio Klindworth-Scharwenka di Berlino, e qui si avvicinò al movimento di sinistra extra-parlamentare "Das rote Sprachrohr".  In questo periodo la sua produzione si politicizzò, e iniziò a comporre inni di protesta e musiche per film e lavori teatrali spiccatamente di sinistra.  Nel 1930 iniziò una lunga collaborazione con Bertolt Brecht come compositore di fiducia dei suoi lavori teatrali.
Con l'avvento del nazismo riparò negli Stati Uniti d'America, dove insegnò composizione e storia della musica alla School for Social Research di New York e dove scrisse insieme a Theodor W. Adorno il celebre saggio Composition for the Film. Durante questo periodo compose diverse colonne sonore, e ottenne due candidature agli Oscar.  Al termine della guerra, con l’inizio della guerra fredda e il crescere della tensione est-ovest, fu espulso verso la Germania Est in quanto possibile comunista, nel quadro delle attività della commissione parlamentare McCarthy.
A Berlino Est insegnò al Conservatorio di Stato e intrecciò una stretta collaborazione con il poeta Johannes Becher, con il quale fu autore di diverse canzoni militanti nonché di Auferstanden aus Ruinen (Rinati dalle rovine), inno nazionale della Repubblica Democratica Tedesca dal 1949 al 1990. Continuò inoltre la sua attività nel cinema, collaborando a numerose produzioni della Deutsche Film AG.
Il figlio Georg fu un celebre pittore.

## Filmografia
- La donna dai due volti (Le Grand Jeu), regia di Jacques Feyder (1934)
- Anche i boia muoiono (Hangmen Also Die), regia di Fritz Lang (1943)
- Il ribelle (None But the Lonely Heart), regia di Clifford Odets (1944)
- Nel mar dei Caraibi (The Spanish Main), regia di Frank Borzage (1945)
- La donna della spiaggia (The Woman on the Beach), regia di Jean Renoir (1947)
- Unser täglich Brot, regia di Slatan Dudow (1949)
- Notte e nebbia (Nuit et brouillard), regia di Alain Resnais (1955)